# 2025年教宗选举秘密会议枢机选举人列表

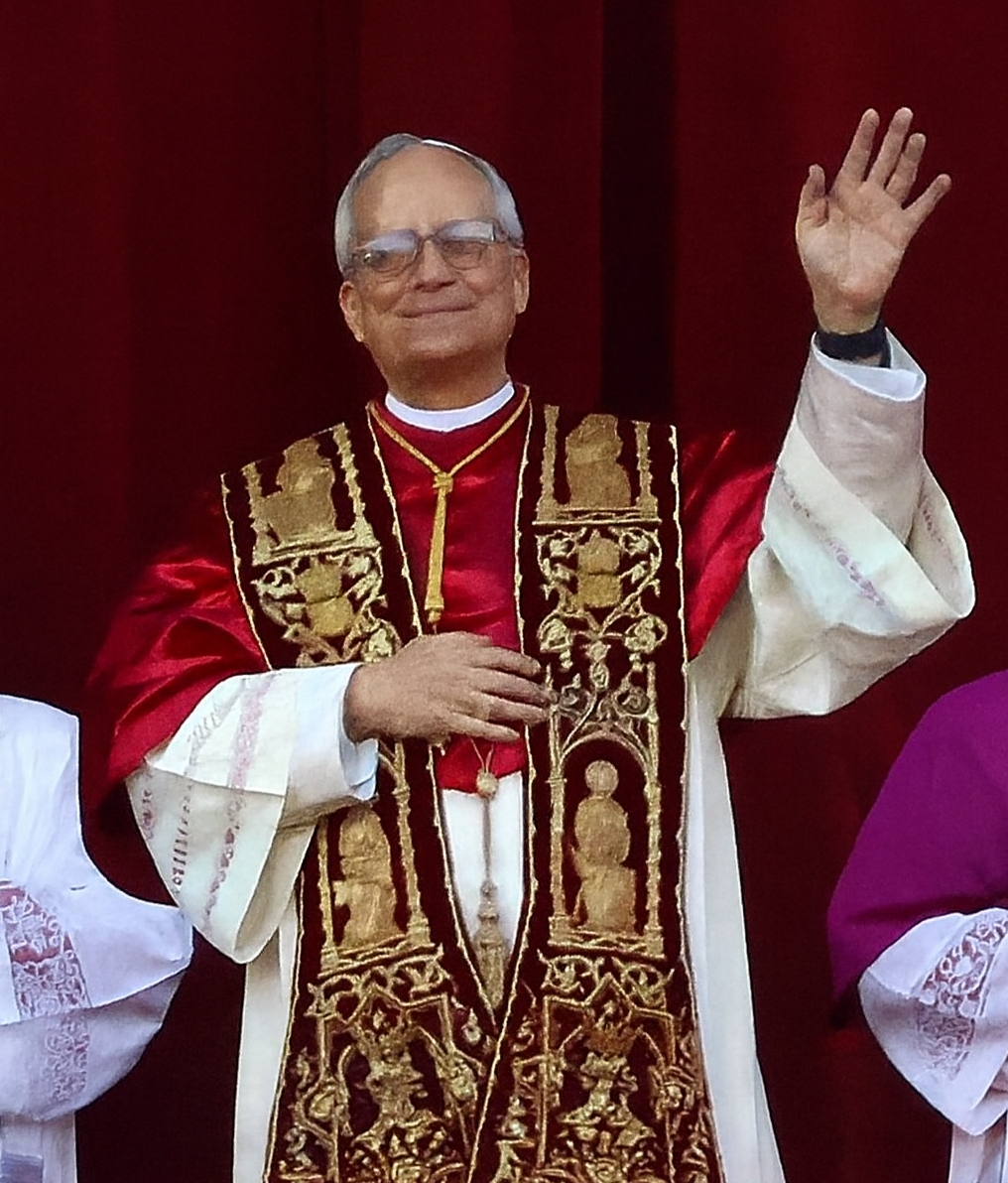
罗伯特·方济各·普雷沃斯特樞機在2025年5月8日獲選為教宗良十四世

2025年教宗选举秘密会议为选出于2025年4月21日去世的教宗方济各的继任者而召开。根据教宗若望保祿二世发表的宗座憲令《主的普世羊群》，只有在宗座出缺当日未满80岁、即1945年4月21日或之後出生者的枢机，方具資格参与本次会议。虽未有正式规定，但樞機團一般会选出一名枢机成为继任教宗。本次会议按规定以不記名投票方式举行。
枢机团在宗座出缺当日共有252名成员，其中有135名樞機符合選舉人資格。但按《主的普世羊群》规定，选举人团最多为120人。枢机团在四月三十日宣佈所有135名符合選舉人资格的枢机均有權投票。当选教宗最低所需票数为与会枢机人数的三分之二。扣除缺席的二人，按133人算，即89票。
这135名枢机中，有5名主教级枢机，110名司铎级枢机、20名执事级枢机；其中5人由若望保禄二世擢升，22人由本笃十六世擢升，108人由方济各擢升；29人在圣座（如罗马教廷等机构）奉职，79人在世界各地在世界各地任职，28人荣休。最年长者为79岁的嘉祿·奧索羅·西耶拉，最年轻者为45岁的尼各老·比乔克。另有116名枢机因序齿丧失资格。
2025年5月7日，樞機選舉人進入西斯汀小堂開始首場的選舉秘密會議。經過兩日內的四輪投票，樞機團最終於翌日選出主教部部长罗伯特·方济各·普雷沃斯特繼任教宗，並取名號為良十四世。

## 枢机选举人
樞機團一般分為三等，依次為主教、司鐸、執事，樞機們按此為列隊進入會議場地、宣誓及投票順序的依據，並能夠反映樞機的資歷及榮譽。 除了東儀天主教會的主教外，主教級樞機以樞機團團長為首，副團長為次，餘者則按照委任為主教級樞機的日期排序。東儀天主教會主教、司鐸級樞機和執事級樞機則是按他們獲冊封為樞機的樞機會議日期及其出現於官方公告中的時間排列。
本次选举人中有5人来自东仪天主教会，分别为加色丁礼的类斯·辣法厄尔一世·萨科、叙利亚-玛兰卡礼的巴西流·克利米斯·托通克爾、埃塞俄比亚礼的貝爾哈內耶蘇斯·德梅雷烏·蘇拉菲爾、乌克兰希腊礼的尼各老·比乔克及叙利亚-玛拉巴礼的乔治·雅各伯·科瓦卡德。最年长的主教级枢机、司铎级枢机与执事级枢机，以及最年轻的执事级枢机亦分别被任命不同的职务，譬如最年长的主教级枢机负责主持选举秘密会议、最年长的执事级枢机则负责在圣伯多禄大殿中央阳台宣告选举结果；在这次会议中，这些职位分别由伯多禄·帕罗林、雲先·普利奇、道明·方济各·若瑟·曼玻第、乔治·雅各伯·科瓦卡德出任。

### 出席
| 排序       | 姓名                             | 國家及地區             | 出生                        | 擢升樞機                    | 職務                                                                       | 來源       |
| 主教級樞機 | 主教級樞機                       | 主教級樞機             | 主教級樞機                  | 主教級樞機                  | 主教級樞機                                                                 | 主教級樞機 |
| ---------- | -------------------------------- | ---------------------- | --------------------------- | --------------------------- | -------------------------------------------------------------------------- | ---------- |
| 1          | 伯多禄·帕罗林                    | 義大利                 | 1955年1月7日 （時年70歲）   | 2014年2月22日 方济各        | 聖座國務卿                                                                 | [ 15 ]     |
| 2          | 威田南·費洛尼                    | 義大利                 | 1946年4月15日 （時年79歲）  | 2012年2月18日 本篤十六世    | 耶路撒冷聖墓騎士團总团长                                                   | [ 16 ]     |
| 3          | 类思·安多尼·塔格莱               | 菲律賓                 | 1957年6月21日 （時年67歲）  | 2012年11月24日 本篤十六世   | 福音传播部部长                                                             | [ 17 ]     |
| 4*         | 罗伯特·方濟各·普雷沃斯特         | 美国                   | 1955年9月14日 （時年69歲）  | 2023年9月30日 方济各        | 主教部部长                                                                 | [ 18 ]     |
| 5          | 类斯·辣法厄尔一世·萨科           | 伊拉克                 | 1948年7月4日 （時年76歲）   | 2018年6月28日 方济各        | 巴格达宗主教区宗主教（加色丁禮天主教會）                                   | [ 19 ]     |
| 司鐸級樞機 |                                  |                        |                             |                             |                                                                            |            |
| 6          | 雲先·普利奇                      |                        | 1945年9月8日 （時年79歲）   | 1994年11月26日 若望保祿二世 | 塞拉耶佛總教區总主教                                                       | [ 20 ]     |
| 7          | 伯多祿·圖爾克森                  |                        | 1948年10月11日 （時年76歲） | 2003年10月21日 若望保祿二世 | 宗座科學院、宗座社会科学院校监                                             | [ 21 ]     |
| 8          | 若瑟·波扎尼奇                    |                        | 1949年3月20日 （時年76歲）  | 2003年10月21日 若望保祿二世 | 薩格勒布總教區荣休總主教                                                   | [ 22 ]     |
| 9          | 斐理伯·巴爾巴蘭                  | 法國                   | 1950年10月17日 （時年74歲） | 2003年10月21日 若望保祿二世 | 里昂總教區荣休總主教                                                       | [ 23 ]     |
| 10         | 埃爾德·伯多祿                    | 匈牙利                 | 1952年6月25日 （時年72歲）  | 2003年10月21日 若望保祿二世 | 艾斯特根-布達佩斯總教區總主教                                              | [ 24 ]     |
| 11         | 達尼老·里爾科                    | 波蘭                   | 1945年7月4日 （時年79歲）   | 2007年11月24日 本篤十六世   | 圣母大殿总铎                                                               | [ 25 ]     |
| 12         | 方濟各·羅夫萊斯·奧爾特加         | 墨西哥                 | 1949年3月2日 （時年76歲）   | 2007年11月24日 本篤十六世   | 瓜達拉哈拉總教區總主教                                                     | [ 26 ]     |
| 13         | 達尼爾·迪納爾多                  | 美国                   | 1949年5月23日 （時年75歲）  | 2007年11月24日 本篤十六世   | 加爾維斯頓-休斯頓總教區荣休總主教                                          | [ 27 ]     |
| 14         | 奧迪勞·伯多祿·舍雷爾             | 巴西                   | 1949年9月21日 （時年75歲）  | 2007年11月24日 本篤十六世   | 聖保羅總教區總主教                                                         | [ 28 ]     |
| 15         | 羅伯·薩拉                        | 几内亚                 | 1945年6月15日 （時年79歲）  | 2010年11月20日 本篤十六世   | 礼仪及圣事部荣休部长                                                       | [ 29 ]     |
| 16         | 雷孟·良·柏克                     | 美国                   | 1948年6月30日 （時年76歲）  | 2010年11月20日 本篤十六世   | 馬爾他騎士團荣休总监                                                       | [ 30 ]     |
| 17         | 龔拉·科赫                        | 瑞士                   | 1950年3月15日 （時年75歲）  | 2010年11月20日 本篤十六世   | 宗座促進基督信徒合一委員會主席                                             | [ 31 ]     |
| 18         | 加西彌祿·內茲                    | 波蘭                   | 1950年2月1日 （時年75歲）   | 2010年11月20日 本篤十六世   | 華沙總教區荣休總主教                                                       | [ 32 ]     |
| 19         | 馬爾科姆·蘭吉特                  | 斯里蘭卡               | 1947年11月15日 （時年77歲） | 2010年11月20日 本篤十六世   | 科倫坡總教區總主教                                                         | [ 33 ]     |
| 20         | 賴因哈德·馬克思                  | 德国                   | 1953年9月21日 （時年71歲）  | 2010年11月20日 本篤十六世   | 慕尼黑-弗賴辛總教區總主教、经济委员会总召                                  | [ 34 ]     |
| 21         | 若望·布拉茲·德·阿維斯            | 巴西                   | 1947年4月24日 （時年77歲）  | 2012年2月18日 本篤十六世    | 修會部荣休部长                                                             | [ 35 ]     |
| 22         | 多默·基道霍·柯林斯               | 加拿大                 | 1947年1月16日 （時年78歲）  | 2012年2月18日 本篤十六世    | 多倫多總教區荣休總主教                                                     | [ 36 ]     |
| 23         | 威廉·艾伊克                      | 荷蘭                   | 1953年6月22日 （時年71歲）  | 2012年2月18日 本篤十六世    | 烏特勒支總教區總主教                                                       | [ 37 ]     |
| 24         | 若瑟·貝托里                      | 義大利                 | 1947年2月25日 （時年78歲）  | 2012年2月18日 本篤十六世    | 佛羅倫斯總教區荣休總主教                                                   | [ 38 ]     |
| 25         | 弟茂德·彌額爾·多蘭               | 美国                   | 1950年2月6日 （時年75歲）   | 2012年2月18日 本篤十六世    | 紐約總教區總主教                                                           | [ 39 ]     |
| 26         | 雷納留·瑪利亞·韋爾基             | 德国                   | 1956年8月18日 （時年68歲）  | 2012年2月18日 本篤十六世    | 科隆總教區總主教                                                           | [ 40 ]     |
| 27         | 雅各伯·彌額爾·哈維               | 美国                   | 1949年10月20日 （時年75歲） | 2012年11月24日 本篤十六世   | 城外聖保祿大殿總鐸                                                         | [ 41 ]     |
| 28         | 巴西流·克利米斯·托通克爾         | 印度                   | 1959年6月15日 （時年65歲）  | 2012年11月24日 本篤十六世   | 特里凡得琅大總教區大总主教 （敘利亞-瑪蘭卡禮天主教會）                     | [ 42 ]     |
| 29         | 吉拉·类斯·米勒                   | 德国                   | 1947年12月31日 （时年77岁） | 2014年2月22日 方济各        | 信理部榮休部長                                                             | [ 43 ]     |
| 30         | 云先·尼科尔斯                    | 英国                   | 1945年11月8日 （时年79岁）  | 2014年2月22日 方济各        | 威斯敏斯特总教区總主教                                                     | [ 44 ]     |
| 31         | 良保·若瑟·布雷内斯·索洛萨诺      | 尼加拉瓜               | 1949年3月7日 （时年76岁）   | 2014年2月22日 方济各        | 馬那瓜總教區總主教                                                         | [ 45 ]     |
| 32         | 吉拉·拉克鲁瓦                    | 加拿大                 | 1957年7月27日 （时年67岁）  | 2014年2月22日 方济各        | 魁北克總教區總主教                                                         | [ 46 ]     |
| 33         | 若望-伯多禄·库特瓦               |                        | 1945年12月22日 （时年79岁） | 2014年2月22日 方济各        | 阿比讓總教區荣休總主教                                                     | [ 47 ]     |
| 34         | 奥拉尼·若望·坦佩斯塔             | 巴西                   | 1950年6月23日 （时年74岁）  | 2014年2月22日 方济各        | 里約熱內盧的聖巴斯弟盎總教區總主教                                         | [ 48 ]     |
| 35         | 玛略·奥来留·波利                 | 阿根廷                 | 1947年11月29日 （时年77岁） | 2014年2月22日 方济各        | 布宜諾斯艾利斯總教區荣休總主教                                             | [ 49 ]     |
| 36         | 斐理伯·韦德拉奥果                | 布吉納法索             | 1945年12月31日 （时年79岁） | 2014年2月22日 方济各        | 瓦杜加古總教區荣休總主教                                                   | [ 51 ]     |
| 37         | 希布利·朗格卢瓦                  | 海地                   | 1958年11月29日 （时年66岁） | 2014年2月22日 方济各        | 萊凱教區主教                                                               | [ 52 ]     |
| 38         | 厄玛奴耳·克莱孟                  | 葡萄牙                 | 1948年7月16日 （时年76岁）  | 2015年2月14日 方济各        | 里斯本宗主教区榮休宗主教                                                   | [ 53 ]     |
| 39         | 贝尔哈内耶苏斯·德梅雷乌·苏拉菲尔 | 衣索比亞               | 1948年7月14日 （时年76岁）  | 2015年2月14日 方济各        | 阿的斯阿貝巴都主教區都主教（埃塞俄比亞禮天主教会）                         | [ 54 ]     |
| 40         | 若望·阿彻利·迪尤                 | 新西兰                 | 1948年5月5日 （时年76岁）   | 2015年2月14日 方济各        | 惠靈頓總教區荣休總主教                                                     | [ 55 ]     |
| 41         | 貌波                             | 緬甸                   | 1948年10月29日 （时年76岁） | 2015年2月14日 方济各        | 仰光總教區總主教                                                           | [ 56 ]     |
| 42         | 江萨·戈威瓦尼                    | 泰國                   | 1949年6月27日 （时年75岁）  | 2015年2月14日 方济各        | 曼谷總教區荣休總主教                                                       | [ 57 ]     |
| 43         | 方济各·蒙泰尼格罗                | 義大利                 | 1946年5月22日 （时年78岁）  | 2015年2月14日 方济各        | 阿格里真托總教區荣休總主教                                                 | [ 58 ]     |
| 44         | 达尼尔·威田南·斯图拉·贝尔欧韦特  | 乌拉圭                 | 1959年7月4日 （时年65岁）   | 2015年2月14日 方济各        | 蒙得维的亚總教區總主教                                                     | [ 59 ]     |
| 45         | 阿林多·戈麦斯·富尔塔多           |                        | 1949年11月15日 （时年75岁） | 2015年2月14日 方济各        | 佛得角聖地牙哥教區主教                                                     | [ 60 ]     |
| 46         | 索恩·马菲                        |                        | 1961年12月19日 （时年63岁） | 2015年2月14日 方济各        | 湯加教區主教                                                               | [ 61 ]     |
| 47         | 德吾·恩扎帕兰加                  | 中非                   | 1967年3月14日 （时年58岁）  | 2016年11月19日 方济各       | 班吉總教區總主教                                                           | [ 62 ]     |
| 48         | 嘉禄·奥索罗·西耶拉               | 西班牙                 | 1945年5月16日 （时年79岁）  | 2016年11月19日 方济各       | 馬德里總教區荣休總主教                                                     | [ 63 ]     |
| 49         | 思齊·達·羅恰                     | 巴西                   | 1959年10月21日 （时年65岁） | 2016年11月19日 方济各       | 巴伊亞的聖薩爾瓦多總教區總主教                                             | [ 64 ]     |
| 50         | 布萊斯·若瑟·卡皮奇               | 美国                   | 1949年3月19日 （时年76岁）  | 2016年11月19日 方济各       | 芝加哥總教區總主教                                                         | [ 65 ]     |
| 51         | 若瑟·德其素                      | 比利时                 | 1947年6月17日 （时年77岁）  | 2016年11月19日 方济各       | 梅赫倫-布魯塞爾總教區荣休總主教                                            | [ 66 ]     |
| 52         | 嘉禄·阿吉亚尔·雷特斯             | 墨西哥                 | 1950年1月9日 （时年75岁）   | 2016年11月19日 方济各       | 墨西哥城總教區總主教                                                       | [ 67 ]     |
| 53         | 若望·里巴特                      |                        | 1957年2月9日 （时年68岁）   | 2016年11月19日 方济各       | 莫爾茲比港總教區總主教                                                     | [ 68 ]     |
| 54         | 若瑟·威廉·托賓                   | 美国                   | 1952年5月3日 （时年72岁）   | 2016年11月19日 方济各       | 纽瓦克總教區總主教                                                         | [ 69 ]     |
| 55         | 若望·若瑟·奥梅拉                 | 西班牙                 | 1946年4月21日 （时年79岁）  | 2017年6月28日 方济各        | 巴塞隆拿總教區總主教                                                       | [ 70 ]     |
| 56         | 安德肋·阿尔博雷柳斯              | 瑞典                   | 1949年9月24日 （时年75岁）  | 2017年6月28日 方济各        | 斯德哥爾摩教區主教                                                         | [ 71 ]     |
| 57         | 安日洛·德多纳蒂斯                | 義大利                 | 1954年1月4日 （时年71岁）   | 2018年6月28日 方济各        | 聖赦院院長                                                                 | [ 72 ]     |
| 58         | 若瑟·考茨                        | 巴基斯坦               | 1945年7月21日 （时年79岁）  | 2018年6月28日 方济各        | 卡拉奇總教區荣休總主教                                                     | [ 73 ]     |
| 59         | 安多尼·桑托斯·马图               | 葡萄牙                 | 1947年5月5日 （时年77岁）   | 2018年6月28日 方济各        | 萊里亞-花地瑪教區荣休主教                                                  | [ 74 ]     |
| 60         | 谭西德拉多·萨拉哈扎纳            | 马达加斯加             | 1954年6月13日 （时年70岁）  | 2018年6月28日 方济各        | 圖阿馬西納總教區總主教                                                     | [ 75 ]     |
| 61         | 若瑟·彼得罗基                    | 義大利                 | 1948年8月19日 （时年76岁）  | 2018年6月28日 方济各        | 拉奎拉總教區荣休總主教                                                     | [ 76 ]     |
| 62         | 前田万叶                         | 日本                   | 1949年3月3日 （时年76岁）   | 2018年6月28日 方济各        | 大阪暨高松總教區總主教                                                     | [ 77 ]     |
| 63         | 依納爵·苏哈约·海德约阿莫迪约     | 印度尼西亞             | 1950年7月9日 （时年74岁）   | 2019年10月5日 方济各        | 雅加达總教區總主教                                                         | [ 78 ]     |
| 64         | 若望·加西亚·羅德里格斯           | 古巴                   | 1948年7月11日 （时年76岁）  | 2019年10月5日 方济各        | 哈瓦那圣基道霍總教區總主教                                                 | [ 79 ]     |
| 65         | 費多林·昂邦戈-貝桑居             | 刚果民主共和国         | 1960年1月24日 （时年65岁）  | 2019年10月5日 方济各        | 金沙萨總教區總主教                                                         | [ 80 ]     |
| 66         | 若望-高德·霍勒利希               | 盧森堡                 | 1958年8月9日 （时年66岁）   | 2019年10月5日 方济各        | 卢森堡總教區總主教                                                         | [ 81 ]     |
| 67         | 欧华路·良·拉马齐尼·伊梅里        |                        | 1947年7月16日 （时年77岁）  | 2019年10月5日 方济各        | 韦韦特南戈教區主教                                                         | [ 82 ]     |
| 68         | 玛窦·祖皮                        | 義大利                 | 1955年10月11日 （时年69岁） | 2019年10月5日 方济各        | 博洛尼亞总教区總主教                                                       | [ 83 ]     |
| 69         | 基道霍·洛佩兹·羅梅羅             | 摩洛哥                 | 1952年5月19日 （时年72岁）  | 2019年10月5日 方济各        | 拉巴特总教區总主教                                                         | [ 84 ]     |
| 70         | 安多尼·金班達                    | 卢旺达                 | 1958年11月10日 （时年66岁） | 2020年11月28日 方济各       | 基加利总教區总主教                                                         | [ 85 ]     |
| 71         | 威爾頓·達尼爾·額我略             | 美国                   | 1947年12月7日 （时年77岁）  | 2020年11月28日 方济各       | 华盛顿总教區荣休总主教                                                     | [ 86 ]     |
| 72         | 若瑟·阿德文库拉                  | 菲律賓                 | 1952年3月30日 （时年73岁）  | 2020年11月28日 方济各       | 马尼拉总教區总主教                                                         | [ 87 ]     |
| 73         | 奧斯定·保祿·洛尤迪切             | 義大利                 | 1964年7月1日 （时年60岁）   | 2020年11月28日 方济各       | 锡耶纳-埃尔萨谷口村-蒙塔尔奇总教區总主教、蒙特普尔恰诺-丘西-皮恩扎教區主教 | [ 88 ]     |
| 74         | 若望-瑪爾谷·阿弗蘭               | 法國                   | 1958年12月26日 （时年66岁） | 2022年8月27日 方济各        | 马赛总教區总主教                                                           | [ 89 ]     |
| 75         | 伯多祿·厄貝雷·奧克帕萊凱         | 奈及利亞               | 1963年3月1日 （时年62岁）   | 2022年8月27日 方济各        | 埃库洛比亚教區主教                                                         | [ 90 ]     |
| 76         | 良納·烏爾里什·斯特內爾           | 巴西                   | 1950年11月6日 （时年74岁）  | 2022年8月27日 方济各        | 马瑙斯总教區总主教                                                         | [ 91 ]     |
| 77         | 斐理伯·內利·費勞                 | 印度                   | 1953年1月20日 （时年72岁）  | 2022年8月27日 方济各        | 果亚暨达曼总教區总主教、东印度宗主教                                       | [ 92 ]     |
| 78         | 罗伯·麦克艾尔罗伊                | 美国                   | 1954年2月5日 （时年71岁）   | 2022年8月27日 方济各        | 华盛顿总教區总主教                                                         | [ 93 ]     |
| 79         | 維琪爾·多卡爾莫·達席爾瓦         | 东帝汶                 | 1967年11月27日 （时年57岁） | 2022年8月27日 方济各        | 帝力總教區總主教                                                           | [ 94 ]     |
| 80         | 奥斯卡·康托尼                    | 義大利                 | 1950年9月1日 （时年74岁）   | 2022年8月27日 方济各        | 科莫教區主教                                                               | [ 95 ]     |
| 81         | 安多尼∙普拉                      | 印度                   | 1961年11月15日 （时年63岁） | 2022年8月27日 方济各        | 海得拉巴总教区总主教                                                       | [ 96 ]     |
| 82         | 保祿·凱萨留·科斯塔               | 巴西                   | 1967年7月20日 （时年57岁）  | 2022年8月27日 方济各        | 巴西利亚总教区总主教                                                       | [ 97 ]     |
| 83         | 吴成才                           | 新加坡                 | 1957年6月25日 （时年67岁）  | 2022年8月27日 方济各        | 新加坡總教區總主教                                                         | [ 98 ]     |
| 84         | 亞德伯·马丁内兹·弗洛雷斯         | 巴拉圭                 | 1951年7月8日 （时年73岁）   | 2022年8月27日 方济各        | 亚松森总教区总主教                                                         | [ 99 ]     |
| 85         | 乔治·马伦戈                      | 蒙古国                 | 1951年7月8日 （时年73岁）   | 2022年8月27日 方济各        | 乌兰巴托宗座监牧区宗座监牧                                                 | [ 100 ]    |
| 86         | 伯鐸·皮扎巴拉                    | 耶路撒冷               | 1965年4月21日 （时年60岁）  | 2023年9月30日 方济各        | 耶路撒冷宗主教区宗主教                                                     | [ 102 ]    |
| 87         | 斯德望·布里斯林                  | 南非                   | 1956年9月24日 （时年68岁）  | 2023年9月30日 方济各        | 约翰内斯堡总教区总主教                                                     | [ 103 ]    |
| 88         | 安赫尔·西斯托·罗西               | 阿根廷                 | 1958年8月11日 （时年66岁）  | 2023年9月30日 方济各        | 科尔多瓦总教区总主教                                                       | [ 104 ]    |
| 89         | 類斯·若瑟·魯埃達-阿帕里西奧      | 哥伦比亚               | 1962年3月3日 （时年63岁）   | 2023年9月30日 方济各        | 波哥大总教区总主教                                                         | [ 105 ]    |
| 90         | 額我略·里斯                      | 波蘭                   | 1964年2月9日 （时年61岁）   | 2023年9月30日 方济各        | 罗兹总教区总主教                                                           | [ 106 ]    |
| 91         | 斯德望·阿梅尤·瑪定·穆拉          | 南蘇丹                 | 1964年1月10日 （时年61岁）  | 2023年9月30日 方济各        | 朱巴总教区总主教                                                           | [ 107 ]    |
| 92         | 若瑟·科伯·卡诺                   | 西班牙                 | 1965年9月20日 （时年59岁）  | 2023年9月30日 方济各        | 马德里总教区总主教                                                         | [ 108 ]    |
| 93         | 玻罗大削·卢甘布瓦                | 坦桑尼亚               | 1960年5月31日 （时年64岁）  | 2023年9月30日 方济各        | 塔波拉总教区总主教                                                         | [ 109 ]    |
| 94         | 巴斯弟盎·方濟各                  | 马来西亚               | 1951年11月11日 （时年73岁） | 2023年9月30日 方济各        | 槟城教区主教                                                               | [ 110 ]    |
| 95         | 周守仁                           | 中华人民共和国（香港） | 1959年8月7日 （時年65歲）   | 2023年9月30日 方濟各        | 香港教區主教                                                               | [ 111 ]    |
| 96         | 方濟各-沙勿略·布斯蒂略           | 法國                   | 1968年11月23日 （时年56岁） | 2023年9月30日 方济各        | 阿雅克肖教区主教                                                           | [ 112 ]    |
| 97         | 亨利·厄玛奴耳·阿尔维斯·阿吉亚尔  | 葡萄牙                 | 1973年12月12日 （时年51岁） | 2023年9月30日 方济各        | 塞图巴尔教区主教                                                           | [ 113 ]    |
| 98         | 嘉祿·卡斯蒂略·馬塔索格利奧       | 秘魯                   | 1950年2月28日 （时年75岁）  | 2024年12月7日 方济各        | 利马总教区总主教                                                           | [ 114 ]    |
| 99         | 雲先·博卡利奇·伊格利奇           | 阿根廷                 | 1952年6月11日 （时年72岁）  | 2024年12月7日 方济各        | 圣地亚哥-德尔埃斯特罗教区主教                                              | [ 114 ]    |
| 100        | 类斯·吉拉·卡布雷拉-埃雷拉        |                        | 1955年10月11日 （时年69岁） | 2024年12月7日 方济各        | 瓜亚基尔总教区总主教                                                       | [ 114 ]    |
| 101        | 威田南·乔马利·加里布             | 智利                   | 1957年3月10日 （时年68岁）  | 2024年12月7日 方济各        | 智利的圣地亚哥总教区总主教                                                 | [ 114 ]    |
| 102        | 菊地功                           | 日本                   | 1958年11月1日 （时年66岁）  | 2024年12月7日 方济各        | 東京總教區總主教                                                           | [ 114 ]    |
| 103        | 保祿·维琪尔·达味                 | 菲律賓                 | 1959年3月2日 （时年66岁）   | 2024年12月7日 方济各        | 卡洛坎教区主教                                                             | [ 114 ]    |
| 104        | 蘭田斯勞·涅梅特                  | 塞爾維亞               | 1956年9月7日 （时年68岁）   | 2023年9月30日 方济各        | 贝尔格莱德总教区总主教                                                     | [ 114 ]    |
| 105        | 雅各伯·斯宾格勒                  | 巴西                   | 1960年9月6日 （时年64岁）   | 2024年12月7日 方济各        | 阿雷格里港总教区总主教                                                     | [ 114 ]    |
| 106        | 依納爵·贝西·多格博               |                        | 1961年8月17日 （时年63岁）  | 2024年12月7日 方济各        | 阿比让总教区总主教                                                         | [ 114 ]    |
| 107        | 若望-保祿·韋斯科                 | 阿尔及利亚             | 1962年3月10日 （时年63岁）  | 2024年12月7日 方济各        | 阿尔及尔总教区总主教                                                       | [ 114 ]    |
| 108        | 道明·若瑟·玛窦                   | 伊朗                   | 1963年6月13日 （时年61岁）  | 2024年12月7日 方济各        | 伊斯法罕总教区总主教                                                       | [ 114 ]    |
| 109        | 罗伯·雷波尔                      | 義大利                 | 1967年1月29日 （时年58岁）  | 2024年12月7日 方济各        | 都灵总教区总主教、苏萨教区主教                                             | [ 114 ]    |
| 110        | 巴德沙·雷納                      | 義大利                 | 1970年11月26日 （时年54岁） | 2024年12月7日 方济各        | 罗马教区代理主教、拉特朗圣若望大殿总铎                                     | [ 114 ]    |
| 111        | 方濟各·良                        | 加拿大                 | 1971年6月30日 （时年53岁）  | 2024年12月7日 方济各        | 多伦多总教区总主教                                                         | [ 114 ]    |
| 112        | 尼各老·比乔克                    | [ 註 13 ]              | 1980年2月13日 （时年45岁）  | 2024年12月7日 方济各        | 圣伯多禄圣保禄教区主教（乌克兰希腊礼天主教会）                             | [ 114 ]    |
| 113        | 道明·巴塔利亚                    | 義大利                 | 1963年1月20日 （时年62岁）  | 2024年12月7日 方济各        | 那不勒斯总教区总主教                                                       | [ 114 ]    |
| 執事級樞機 |                                  |                        |                             |                             |                                                                            |            |
| 114        | 道明·方济各·若瑟·曼玻第          | 法國                   | 1952年3月7日 （时年73岁）   | 2015年2月14日 方济各        | 宗座聖璽最高法院院长                                                       | [ 115 ]    |
| 115        | 玛略·泽纳里                      | 義大利                 | 1946年1月5日 （时年79岁）   | 2016年11月19日 方济各       | 圣座驻叙利亚大使                                                           | [ 116 ]    |
| 116        | 凯文·若瑟·法雷尔                 | 美国                   | 1947年9月2日 （时年77岁）   | 2016年11月19日 方济各       | 平信徒暨家庭與生命部部長、總務樞機                                         | [ 117 ]    |
| 117        | 龚拉·克拉耶夫斯基                | 波蘭                   | 1963年11月25日 （时年61岁） | 2018年6月28日 方济各        | 慈善服務部部长                                                             | [ 118 ]    |
| 118        | 若瑟·托伦蒂诺·德·门东萨          | 葡萄牙                 | 1965年12月15日 （时年59岁） | 2019年10月5日 方济各        | 文化与教育部部长                                                           | [ 119 ]    |
| 119        | 弥額尔·切尔尼                    | 加拿大                 | 1946年7月18日 （时年78岁）  | 2019年10月5日 方济各        | 促進人類整体發展部部长                                                     | [ 120 ]    |
| 120        | 马略·格雷奇                      | 馬爾他                 | 1957年2月20日 （时年68岁）  | 2020年11月28日 方济各       | 世界主教会议秘书长                                                         | [ 121 ]    |
| 121        | 玛策禄·塞梅拉罗                  | 義大利                 | 1947年12月22日 （时年77岁） | 2020年11月28日 方济各       | 冊封聖人部部长                                                             | [ 122 ]    |
| 122        | 毛祿·甘贝蒂                      | 義大利                 | 1965年10月27日 （时年59岁） | 2020年11月28日 方济各       | 梵蒂岡城國代理主教、聖伯多祿大殿总铎、聖伯多祿工程處主席                   | [ 123 ]    |
| 123        | 阿瑟·罗奇                        | 英国                   | 1950年3月6日 （时年75岁）   | 2022年8月27日 方济各        | 禮儀及聖事部部长                                                           | [ 124 ]    |
| 124        | 俞兴植                           |                        | 1951年11月17日 （时年73岁） | 2022年8月27日 方济各        | 聖職部部长                                                                 | [ 125 ]    |
| 125        | 高德·古格罗蒂                    | 義大利                 | 1955年10月7日 （时年69岁）  | 2023年9月30日 方济各        | 东方教会部部长                                                             | [ 126 ]    |
| 126        | 维笃·厄玛努耳·费尔南德斯         | 阿根廷                 | 1962年7月18日 （时年62岁）  | 2023年9月30日 方济各        | 教义部部长                                                                 | [ 127 ]    |
| 127        | 埃米尔·保祿·切里格               | 瑞士                   | 1947年2月3日 （时年78岁）   | 2023年9月30日 方济各        | 圣座驻意大利荣休大使、圣座驻圣马力诺荣休大使                               | [ 128 ]    |
| 128        | 基道霍·皮埃尔                    | 法國                   | 1946年1月30日 （时年79岁）  | 2023年9月30日 方济各        | 圣座驻美国大使                                                             | [ 129 ]    |
| 129        | 安赫尔·费尔南德斯·阿蒂姆         | 西班牙                 | 1960年8月21日 （时年64岁）  | 2023年9月30日 方济各        | 修會部部长                                                                 | [ 130 ]    |
| 130        | 罗兰·马克里卡斯                  | 立陶宛                 | 1972年1月31日 （时年53岁）  | 2024年12月7日 方济各        | 圣母大殿助理总铎                                                           | [ 114 ]    |
| 131        | 弟茂德·拉德克利夫                | 英国                   | 1945年8月22日 （时年79岁）  | 2024年12月7日 方济各        | 道明会荣休总会长                                                           | [ 114 ]    |
| 132        | 法比盎·巴乔                      | 義大利                 | 1965年1月15日 （时年60岁）  | 2024年12月7日 方济各        | 促進人類整体發展部移民与无定居部副秘書長                                   | [ 114 ]    |
| 133        | 乔治·雅各伯·科瓦卡德             | 印度                   | 1973年8月11日 （时年51岁）  | 2024年12月7日 方济各        | 宗座宗教协谈理事会主席（叙利亚-玛拉巴礼天主教会）                          | [ 114 ]    |

### 缺席
雲先·普利奇原先以健康欠佳為由宣佈自己無法參加是次教宗選舉，但在獲得醫生的首肯後決定前往梵蒂岡。
| 排序       | 姓名                     | 國家       | 出生                        | 擢升樞機                  | 職務                   | 缺席原因   | 來源            |
| 司鐸級樞機 | 司鐸級樞機               | 司鐸級樞機 | 司鐸級樞機                  | 司鐸級樞機                | 司鐸級樞機             | 司鐸級樞機 | 司鐸級樞機      |
| ---------- | ------------------------ | ---------- | --------------------------- | ------------------------- | ---------------------- | ---------- | --------------- |
| —          | 安多尼·卡尼薩雷斯·廖韋拉 | 西班牙     | 1945年10月15日 （時年79歲） | 2006年3月24日 本篤十六世  | 巴伦西亚总教区总主教   | 健康原因   | [ 133 ] [ 134 ] |
| —          | 若望·恩居埃              |            | 1946年 （時年78—79歲）      | 2007年11月24日 本篤十六世 | 內羅畢總教區荣休總主教 | 健康原因   | [ 135 ] [ 136 ] |

## 按大洲與國家及地區統計的樞機選舉人
135名樞機選舉人分別來自除南極洲外的6個大洲上的7个個國家及地區：

各国出席的枢机选举人数目的分层设色图

| 截至 2025年4月21日各地區合格選民狀況 |                          |
| 義大利                               | 17                       |
| 欧洲其餘部分                         | 36                       |
| 北美洲                               | 20                       |
| 南美洲                               | 17                       |
| 非洲                                 | 18                       |
| 亚洲                                 | 23                       |
| 大洋洲                               | 4                        |
| 选举人                               |                          |
| 缺席                                 | 2                        |
| 前任教宗                             | 方濟各（2013年至2025年） |
| 新任教宗                             | 良十四世                 |

- 1
- 2
- 3
- 4
- 5
- 7
- 10
- 17

| 大洲   | 数目 | 百分比 | 全球天主教徒人口百分比（2023） |
| ------ | ---- | ------ | ------------------------------ |
| 非洲   | 18   | 13.3%  | 20.0%                          |
| 北美洲 | 20   | 14.8%  | 20.4%                          |
| 南美洲 | 17   | 12.6%  | 27.4%                          |
| 亚洲   | 23   | 17.0%  | 11.0%                          |
| 欧洲   | 53   | 39.3%  | 20.4%                          |
| 大洋洲 | 4    | 3.0%   | 0.8%                           |
| 总数   | 135  | 100.0% | 100.0%                         |

| 国家                   | 大洲   | 数目 |
| ---------------------- | ------ | ---- |
| 阿尔及利亚             | 非洲   | 1    |
| 阿根廷                 | 南美洲 | 4    |
|                        | 大洋洲 | 1    |
| 比利时                 | 欧洲   | 1    |
|                        | 欧洲   | 1    |
| 巴西                   | 南美洲 | 7    |
| 布吉納法索             | 非洲   | 1    |
| 加拿大                 | 北美洲 | 4    |
|                        | 非洲   | 1    |
| 中非                   | 非洲   | 1    |
| 智利                   | 南美洲 | 1    |
| 哥伦比亚               | 南美洲 | 1    |
| 刚果民主共和国         | 非洲   | 1    |
|                        | 欧洲   | 1    |
| 古巴                   | 北美洲 | 1    |
|                        | 南美洲 | 1    |
| 衣索比亞               | 非洲   | 1    |
| 法國                   | 欧洲   | 5    |
| 德国                   | 欧洲   | 3    |
|                        | 非洲   | 1    |
|                        | 北美洲 | 1    |
| 几内亚                 | 非洲   | 1    |
| 海地                   | 北美洲 | 1    |
| 中华人民共和国（香港） | 亚洲   | 1    |
| 匈牙利                 | 欧洲   | 1    |
| 印度                   | 亚洲   | 4    |
| 印度尼西亞             | 亚洲   | 1    |
| 伊朗                   | 亚洲   | 1    |
| 伊拉克                 | 亚洲   | 1    |
| 義大利                 | 欧洲   | 17   |
|                        | 非洲   | 2    |
| 日本                   | 亚洲   | 2    |
| 耶路撒冷               | 亚洲   | 1    |
|                        | 非洲   | 1    |
|                        | 亚洲   | 1    |
| 立陶宛                 | 欧洲   | 1    |
| 盧森堡                 | 欧洲   | 1    |
| 马达加斯加             | 非洲   | 1    |
| 马来西亚               | 亚洲   | 1    |
| 馬爾他                 | 欧洲   | 1    |
| 墨西哥                 | 北美洲 | 2    |
| 蒙古国                 | 亚洲   | 1    |
| 摩洛哥                 | 非洲   | 1    |
| 緬甸                   | 亚洲   | 1    |
| 荷蘭                   | 欧洲   | 1    |
| 新西兰                 | 大洋洲 | 1    |
| 尼加拉瓜               | 北美洲 | 1    |
| 奈及利亞               | 非洲   | 1    |
| 巴基斯坦               | 亚洲   | 1    |
|                        | 大洋洲 | 1    |
| 巴拉圭                 | 南美洲 | 1    |
| 秘魯                   | 南美洲 | 1    |
| 菲律賓                 | 亚洲   | 3    |
| 波蘭                   | 欧洲   | 4    |
| 葡萄牙                 | 欧洲   | 4    |
| 卢旺达                 | 非洲   | 1    |
| 塞爾維亞               | 欧洲   | 1    |
| 新加坡                 | 亚洲   | 1    |
| 南非                   | 非洲   | 1    |
| 南蘇丹                 | 非洲   | 1    |
| 西班牙                 | 欧洲   | 5    |
| 斯里蘭卡               | 亚洲   | 1    |
| 瑞典                   | 欧洲   | 1    |
| 瑞士                   | 欧洲   | 2    |
| 坦桑尼亚               | 非洲   | 1    |
| 泰國                   | 亚洲   | 1    |
| 东帝汶                 | 亚洲   | 1    |
|                        | 大洋洲 | 1    |
| 英国                   | 欧洲   | 3    |
| 美国                   | 北美洲 | 10   |
| 乌拉圭                 | 南美洲 | 1    |
| 总数                   | 总数   | 135  |